# Бунькова (муниципальное образование Алапаевское)
Бунькова — деревня в Алапаевском районе Свердловской области России, входящая в муниципальное образование Алапаевское. Является частью Голубковского территориального управления.

## Географическое положение
Деревня Бунькова расположена на левом берегу реки Ницы, в 45 километрах (по автодороге в 57 километрах) к востоку-северо-востоку от города Алапаевска. Через деревню проходит региональная автодорога Алапаевск — Ирбит.

## История деревни
В начале XX века в деревне находилась каменная часовня Спаса Всемилостивого.

## Население
| 2002 | 2010 |
| ---- | ---- |
| 136  | ↘100 |